# 歯学史
歯学史（しがくし）とは、歯学に関する医学史を系統的に研究し、現代歯科学に反映する学問領域のことである。
他の多くの史学がそうであるように、歯学史においては、物質的な発展に基づく学問の発展や集積を説明する唯物史観に立脚している。歯学史は、主に歯学臨床と歯学教育における史料をもとに、歯学発展における歴史の法則性とその必然性を探求している。

## 世界の歯学史
紀元2世紀から3世紀の古代ローマ時代には既にデンタルインプラントの原型とみられるものが発見されている。

## 日本の歯学史

### 黎明
701年の大宝律令で耳目口歯科が置かれた。平安時代末期（1160年頃）に、耳目科と口歯科に徐々に別れた。13世紀の『沙石集』巻7第5話には、南都（奈良）において唐人（中国人）が歯1つを抜くのに二文の料金を取っていた（抜く数により値段交渉をしていた）話が見られる。安土桃山時代（1580年頃）に、口歯科の専門医は「口中医」と呼ばれた。1874年（明治7年）8月に医制が公布され、医療制度が西洋式に整えられ、歯科が置かれるようになった。米国人歯科医師セント・ジョージ・エリオットから歯科学を学んだ小幡英之助が日本最初の歯科医師となった。
江戸時代にはすでに木製の全部床義歯が作られていたが、歯学という学問（教育）の体系が形づくられたのは明治時代に入ってからである。それらは専ら私学が主導的役割を為していた。1884年に医術開業試験規則が施行され、外見上は近代化された医術の評価試験を行っているように装われていたが、当時の学問の殆どがそうであったように歯学教育に関する教育機関は存在せず、徒弟制度によって修学を行っていた。